# Arcidiocesi di Cusco

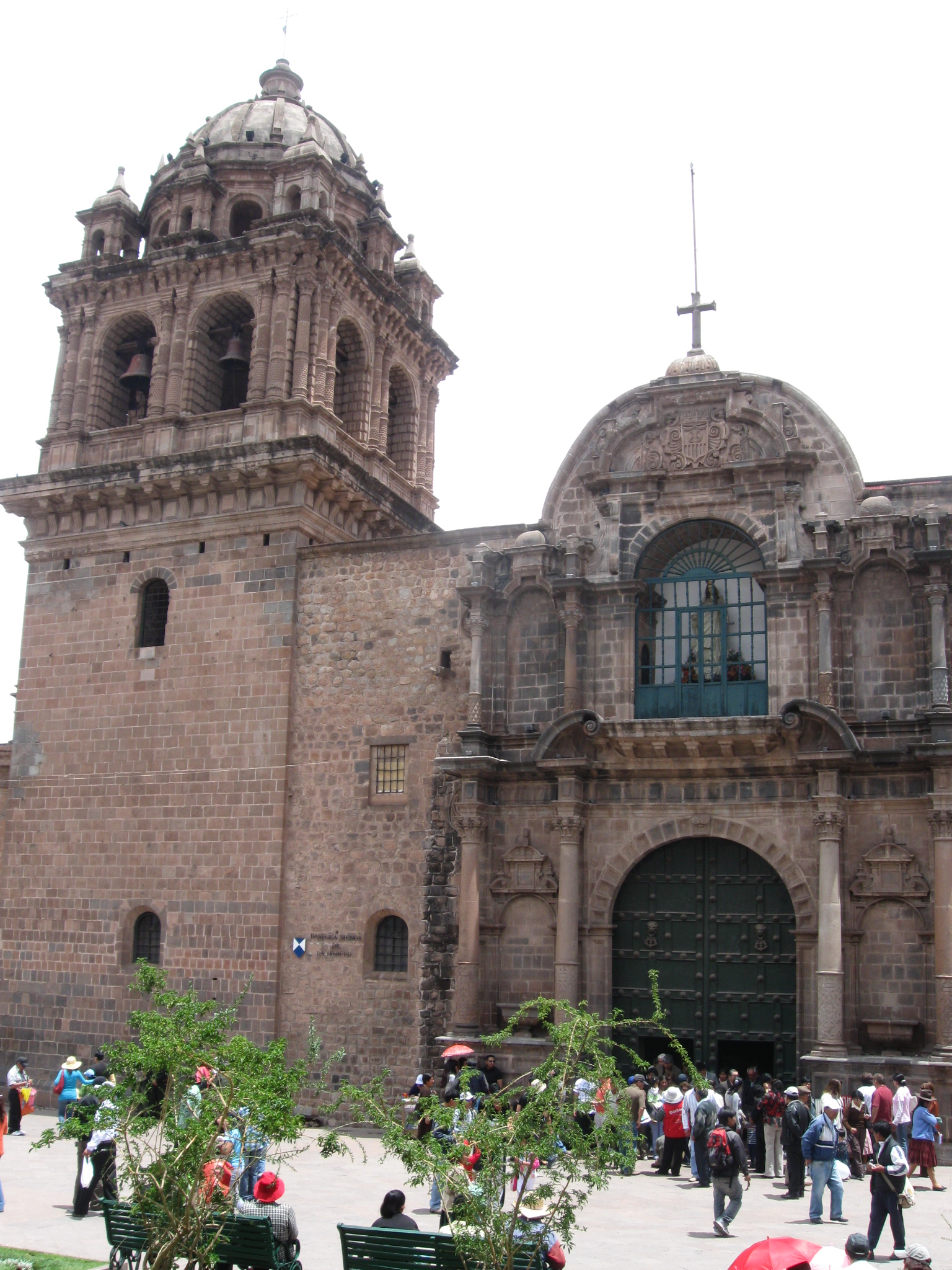
La basilica di Nostra Signora della Mercede di Cusco.

L'arcidiocesi di Cusco (in latino Archidioecesis Cuschensis) è una sede metropolitana della Chiesa cattolica in Perù. Nel 2023 contava 2.085.600 battezzati su 2.361.000 abitanti. È retta dall'arcivescovo Richard Daniel Alarcón Urrutia.

## Territorio
L'arcidiocesi comprende otto province nella parte centrale della regione di Cusco: Acomayo, Anta, Calca, Cusco, Paruro, Paucartambo, Quispicanchi e Urubamba.
Sede arcivescovile è la città di Cusco, dove si trovano la cattedrale dell'Assunzione di Maria Vergine e la basilica minore di Nostra Signora della Mercede.
Il territorio si estende su 23.807 km² ed è suddiviso in 85 parrocchie, raggruppate in 11 decanati: El Sagrario (Cusco), San Antonio Abad, San Jerónimo, Anta, Urubamba, Calca, Paucartambo, Acomayo, Paruro, Quispicanchi e Quebrada Honda.

### Provincia ecclesiastica
La provincia ecclesiastica di Cusco, istituita nel 1943, comprende le seguenti suffraganee:
- diocesi di Abancay,
- prelatura territoriale di Chuquibambilla,
- diocesi di Sicuani.

## Storia
La diocesi di Cusco fu eretta da papa Paolo III il 5 settembre 1536 con il breve Illius fulciti presidio. Originariamente era suffraganea dell'arcidiocesi di Siviglia.
Il 14 maggio 1541 cedette una porzione del suo territorio a vantaggio dell'erezione della diocesi di Lima (oggi arcidiocesi).
Il 12 febbraio 1546 entrò a far parte della provincia ecclesiastica di Lima.
Il 1º luglio 1547, il 27 giugno 1552 e il 20 luglio 1609 cedette altre porzioni di territorio a vantaggio dell'erezione delle diocesi rispettivamente del Paraguay (oggi arcidiocesi di Asunción), di La Plata o Charcas (oggi arcidiocesi di Sucre), di Huamanga (oggi arcidiocesi di Ayacucho) e di Arequipa (oggi arcidiocesi).
Nel 1598 fu istituito il seminario diocesano, dedicato a sant'Antonio abate.
Il 7 ottobre 1861 e il 5 febbraio 1900 cedette ulteriori porzioni di territorio a vantaggio dell'erezione della diocesi di Puno e della prefettura apostolica di Santo Domingo de Urubamba (oggi vicariato apostolico di Puerto Maldonado).
Il 23 maggio 1943 è stata elevata al rango di arcidiocesi metropolitana con la bolla Inter praecipuas di papa Pio XII.
Il 28 aprile 1958 e il 10 gennaio 1959 ha ceduto ancora porzioni di territorio a vantaggio dell'erezione rispettivamente della diocesi di Abancay e della prelatura territoriale di Sicuani (oggi diocesi).

## Cronotassi dei vescovi
Si omettono i periodi di sede vacante non superiori ai 2 anni o non storicamente accertati.
- Vicente Valverde Álvarez, O.P. † (8 gennaio 1537 - 31 ottobre 1541 deceduto)
  - Sede vacante (1541-1544)
- Juan Solano, O.P. † (29 febbraio 1544 - 1562 dimesso)[4]
  - Francisco Ramírez † (6 luglio 1562 - 1564 deceduto) (vescovo eletto)
- Mateo Pinello † (19 gennaio 1565 - 1569 deceduto)
- Sebastián Lartaún † (4 settembre 1570 - 9 ottobre 1583 deceduto)
  - Sede vacante (1583-1587)
- Gregorio de Montalvo Olivera, O.P. † (16 novembre 1587 - 11 dicembre 1592 deceduto)
- Antonio de Raya Navarrete † (6 giugno 1594 - 28 luglio 1606 deceduto)
- Fernando Mendoza González, S.I. † (12 gennaio 1609 - 1618 deceduto)
- Lorenzo Pérez de Grado † (18 marzo 1619 - 4 settembre 1627 deceduto)
- Fernando de Vera y Zúñiga † (16 luglio 1629 - 9 novembre 1638 deceduto)
  - Sede vacante (1638-1643)
  - Diego Montoyo Mendoza † (16 luglio 1640, ma 14 aprile 1640 deceduto) (vescovo eletto postumo)
- Juan Alonso y Ocón † (31 agosto 1643 - 17 luglio 1651 nominato arcivescovo di La Plata o Charcas)
- Pedro de Ortega Sotomayor † (27 novembre 1651 - 1658 deceduto)
- Agustín Muñoz Sandoval † (17 novembre 1659 - aprile 1661 deceduto)
- Bernardo de Izaguirre Reyes † (31 luglio 1662 - 15 luglio 1669 nominato arcivescovo di La Plata o Charcas)
- Manuel de Molinedo Angulo † (15 dicembre 1670 - 12 dicembre 1699 deceduto)
  - Sede vacante (1699-1705)
- Juan González de Santiago † (9 febbraio 1705 - 12 dicembre 1707 deceduto)
  - Sede vacante (1707-1716)
  - Melchor de la Nava y Moreno † (7 maggio 1714, ma febbraio 1714 deceduto) (vescovo eletto postumo)
- Gabriel de Arregui y Gutiérrez, O.F.M.Obs. † (13 gennaio 1716 - 9 ottobre 1724 deceduto)
- Bernardo Serrada, O.Carm. † (19 dicembre 1725 - 2 marzo 1733 deceduto)
- José Manuel de Sarricolea y Olea † (5 maggio 1734 - 2 ottobre 1740 deceduto)
- Pedro Morcillo Rubio de Suñón † (18 aprile 1742 - 1º aprile 1747 deceduto)
- Juan de Castañeda Velásquez y Salazar † (20 gennaio 1749 - 22 febbraio 1762 deceduto)
- Juan Manuel Jerónimo de Romaní y Carrillo † (26 settembre 1763 - 15 settembre 1768 deceduto)
- Agustín Gorrichátegui † (12 dicembre 1770 - 28 ottobre 1776 deceduto)
- Juan Manuel Moscoso y Peralta † (28 settembre 1778 - 3 agosto 1789 nominato arcivescovo di Granada)
- Bartolomé María de las Heras Navarro † (14 dicembre 1789 - 31 marzo 1806 nominato arcivescovo di Lima)
- José Pérez Armendáriz † (31 marzo 1806 - 9 febbraio 1819 deceduto)
- José Calixto Orihuela Valderrama, O.S.A † (27 giugno 1821 - 25 agosto 1838 dimesso)[5]
  - José Sebastian de Goyeneche y Barreda † (13 novembre 1832 - 17 settembre 1838) (vicario apostolico)
- Eugenio Mendoza Jara † (17 settembre 1838 - 18 agosto 1854 deceduto)
  - Sede vacante (1854-1865)
- Julián de Ochoa Campos † (27 marzo 1865 - prima del 12 marzo 1875 dimesso)
- Pedro José Tordayo Montoya † (17 settembre 1875 - 23 marzo 1880 dimesso[6])
  - Sede vacante (1880-1893)
- Juan Antonio Falcón Iturrizaga † (19 gennaio 1893 - 1º maggio 1909 deceduto)
- José Gregorio Castro Miranda, O.F.M. † (28 marzo 1910 - 13 novembre 1917 dimesso[7])
- Pedro Pascuál Francesco Farfán de los Godos † (19 aprile 1918 - 18 settembre 1933 nominato arcivescovo di Lima)
- Felipe Santiago Hermosa y Sarmiento † (13 giugno 1935 - 17 dicembre 1956 nominato ordinario militare in Perù[8])
- Carlos María Jurgens Byrne, C.SS.R. † (17 dicembre 1956 - 6 dicembre 1965 nominato arcivescovo di Trujillo)
- Ricardo Durand Flórez, S.I. † (14 febbraio 1966 - 14 gennaio 1975 nominato arcivescovo, titolo personale, di Callao)
- Luis Vallejos Santoni † (14 gennaio 1975 - 8 giugno 1982 deceduto)
- Alcides Mendoza Castro † (5 ottobre 1983 - 29 novembre 2003 ritirato)
- Juan Antonio Ugarte Pérez (29 novembre 2003 - 28 ottobre 2014 ritirato)
- Richard Daniel Alarcón Urrutia, dal 28 ottobre 2014

## Statistiche
L'arcidiocesi nel 2023 su una popolazione di 2.361.000 persone contava 2.085.600 battezzati, corrispondenti all'88,3% del totale.
| anno | popolazione | popolazione | popolazione | presbiteri | presbiteri | presbiteri | presbiteri                | diaconi | religiosi | religiosi | parrocchie |
| anno | battezzati  | totale      | %           | numero     | secolari   | regolari   | battezzati per presbitero | diaconi | uomini    | donne     | parrocchie |
| ---- | ----------- | ----------- | ----------- | ---------- | ---------- | ---------- | ------------------------- | ------- | --------- | --------- | ---------- |
| 1950 | 860.000     | 880.000     | 97,7        | 129        | 68         | 61         | 6.666                     |         | 158       | 240       | 145        |
| 1966 | 610.630     | 678.478     | 90,0        | 98         | 40         | 58         | 6.230                     |         | 58        | 85        | 53         |
| 1968 | 446.559     | 496.177     | 90,0        | 77         | 37         | 40         | 5.799                     |         | 58        | 90        | 34         |
| 1976 | 516.710     | 900.000     | 57,4        | 53         | 38         | 15         | 9.749                     | 1       | 45        | 99        | 68         |
| 1980 | 530.000     | 606.000     | 87,5        | 72         | 57         | 15         | 7.361                     |         | 34        | 98        | 68         |
| 1990 | 890.000     | 915.000     | 97,3        | 110        | 52         | 58         | 8.090                     | 5       | 105       | 261       | 94         |
| 1999 | 1.239.000   | 1.256.000   | 98,6        | 157        | 91         | 66         | 7.891                     |         | 112       | 362       | 94         |
| 2000 | 1.249.000   | 1.269.000   | 98,4        | 142        | 90         | 52         | 8.795                     |         | 114       | 366       | 94         |
| 2001 | 1.262.000   | 1.280.000   | 98,6        | 144        | 91         | 53         | 8.763                     |         | 115       | 378       | 95         |
| 2002 | 1.284.000   | 1.300.000   | 98,8        | 187        | 112        | 75         | 6.866                     |         | 171       | 471       | 111        |
| 2003 | 1.325.000   | 1.350.000   | 98,1        | 174        | 98         | 76         | 7.614                     | 3       | 129       | 300       | 110        |
| 2004 | 1.350.000   | 1.400.000   | 96,4        | 132        | 72         | 60         | 10.227                    |         | 90        | 205       | 89         |
| 2006 | 1.420.000   | 1.471.000   | 96,5        | 138        | 81         | 57         | 10.289                    |         | 159       | 127       | 76         |
| 2013 | 1.538.000   | 1.594.000   | 96,5        | 138        | 79         | 59         | 11.144                    |         | 164       | 154       | 79         |
| 2016 | 1.920.000   | 2.173.000   | 88,4        | 156        | 91         | 65         | 12.307                    |         | 171       | 173       | 81         |
| 2019 | 1.981.460   | 2.242.930   | 88,3        | 135        | 91         | 44         | 14.677                    |         | 157       | 299       | 85         |
| 2021 | 2.042.150   | 2.312.570   | 88,3        | 139        | 94         | 45         | 14.691                    |         | 87        | 337       | 85         |
| 2023 | 2.085.600   | 2.361.000   | 88,3        | 152        | 97         | 55         | 13.721                    |         | 62        | 41        | 84         |